# Syenit

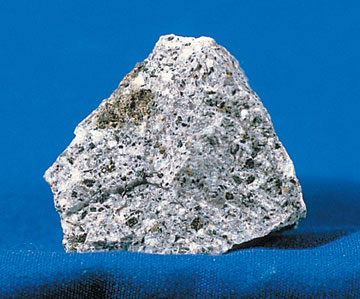
Syenit

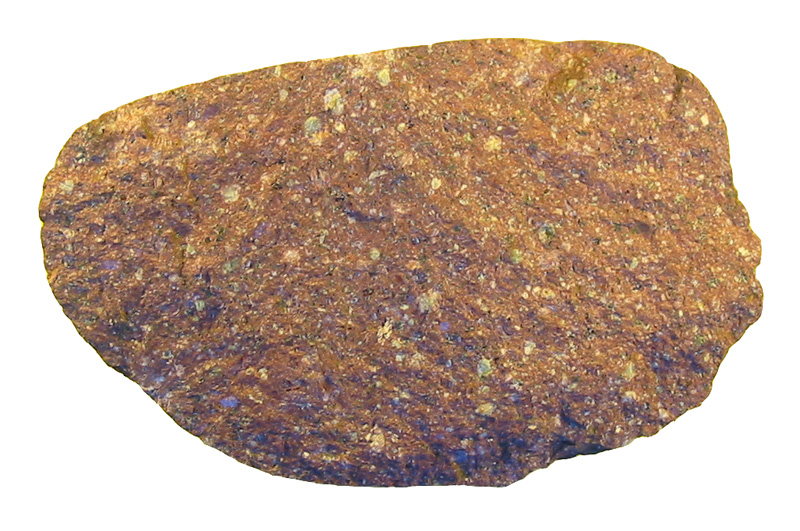
Biến thể leucocratic của nephelin syenit ở Thụy Điển (särnait)

Syenit là một loại đá magma xâm nhập hạt thô có thành gần gần giống với granit nhưng thành phần thạch anh không có hoặc có một lượng rất nhỏ (<5%). Một số loại syenit chứa các thành phần mafic và đặc trưng bởi các thành phần trung tính.
Feldspar trong syenit chủ yếu là loại kiềm (thường là orthoclase). Plagioclase feldspar có thể có với một lượng nhỏ (ít hơn 10%).
Khi có mặt, các khoáng vật ferromagiê thường là hornblend amphibol và clinopyroxen, và hiếm hơn là biotit. Biotit hiếm là do trong magma syenit hầu hết nhôm được dùng để tạo ra feldspar.